# Gennaro Scarlato
Gennaro Scarlato (Napoli, 3 maggio 1977) è un allenatore di calcio ed ex calciatore italiano, di ruolo difensore.

## Caratteristiche tecniche
In gioventù è stato impiegato prevalentemente come centrocampista esterno, con spiccate attitudini offensive; Renzo Ulivieri lo ha utilizzato anche come centravanti. A partire dalla stagione 2000-2001, giocata con la maglia del Ravenna, viene schierato stabilmente al centro della difesa, pur essendo considerato lento per il ruolo.

## Carriera

### Giocatore

#### Club
Cresciuto nelle giovanili del Napoli (con cui vince la Coppa Italia Primavera 1996-1997), viene considerato uno dei giovani più promettenti da Vujadin Boškov; prima di firmare un contratto professionistico con i partenopei viene cercato dal Chelsea, ma non trova l'accordo con la formazione inglese e rimane al Napoli. Con gli azzurri esordisce nel campionato di Serie A 1996-1997, frenato da una doppia frattura alla tibia che ne ritarda il debutto: scende in campo per la prima volta con la prima squadra il 4 maggio 1997, sul campo del Verona.
Rimane in forza al Napoli fino al gennaio 1999, quando viene ceduto in prestito al L.R. Vicenza in cambio di Davide Mezzanotti; impiegato come rincalzo in attacco, totalizza 11 presenze senza evitare la retrocessione dei berici. Nella stagione successiva rientra al Napoli, venendo nuovamente ceduto in Serie A nella sessione invernale del calciomercato: si trasferisce al Torino in comproprietà, come contropartita per la cessione di Antonino Asta, e subisce una nuova retrocessione tra i cadetti.
Nell'estate 2000, dopo il rinnovo della compartecipazione, passa in prestito al Ravenna, dove Giorgio Rumignani lo imposta per la prima volta come difensore centrale, disputa 21 partite e colleziona la quarta retrocessione consecutiva. A fine stagione l'Udinese rileva la quota di comproprietà del Napoli, e con i friulani torna a giocare in Serie A, trasformato definitivamente in difensore da Gian Piero Ventura. Al termine del campionato torna al Torino dopo l'apertura delle buste; viene convocato in un'unica occasione, per la partita di Coppa Intertoto contro il Villarreal. Prima dell'inizio del campionato viene ceduto definitivamente alla Ternana, dove disputa due stagioni di Serie B.
Nel 2004 fa ritorno in prestito al Napoli, ridenominato Napoli Soccer e militante in Serie C1, e ne viene nominato capitano. La stagione si conclude con la sconfitta nella finale play-off contro l'Avellino, e Scarlato non viene riconfermato per il campionato successivo, anche a causa dei cattivi rapporti con l'allenatore Edy Reja. Rientrato alla Ternana, si trasferisce per una stagione nel Crotone e per una nello Spezia, ottenendo due salvezze in Serie B; nell'estate 2007 firma un contratto triennale con il Frosinone, sempre tra i cadetti. Dopo due stagioni da titolare, nel dicembre 2010 è stato messo fuori rosa insieme ad altri compagni per ragioni di mercato, e nel gennaio successivo si trasferisce a titolo definitivo al Cosenza. Con i silani disputa un'unica partita, il 27 marzo 2011, nella gara interna vinta contro il Gela (2-0), a causa di problemi al menisco.
Il 14 settembre 2011 viene ingaggiato dall'Ischia Isolaverde, partecipante al campionato di Serie D. Dopo una sola stagione si trasferisce al Città di Marino, sempre in Serie D, dove svolge il doppio ruolo di allenatore e giocatore; vi rimane fino al marzo 2013, quando passa al Vico Equense, nel campionato di Eccellenza campana. Disputa 6 partite di campionato, e al termine della stagione interrompe l'attività agonistica, iscrivendosi al corso per allenatori.

#### Nazionale
Viene convocato nelle nazionali Under 18 e Under 21, quest'ultima sotto la guida di Marco Tardelli. Con gli Azzurrini disputa 6 partite con un gol, il 31 marzo 1999 contro la Bielorussia; è stato tuttavia escluso dalla rosa che partecipa ai campionati europei del 2000. Viene inoltre convocato in qualità di riserva nella Nazionale Olimpica impegnata nei Giochi Olimpici di Sydney.

### Allenatore
La sua prima esperienza da allenatore avviene nel 2012 in Serie D, ricoprendo il doppio ruolo di allenatore-giocatore nel Città di Marino.
La stagione seguente, termina la sua carriera dal calcio giocato e viene ingaggiato come tecnico del Formia, militante in Eccellenza. 
Dopo l'esperienza in Lazio, Scarlato viene ingaggiato come allenatore della formazione U-15 della Paganese e poi, successivamente, nella stagione 2017-2018 promosso alla Primavera.
Nel 2019-2020 riveste gli stessi incarichi al Benevento, passando prima dall'Under-17 e successivamente, alla Primavera, riconfermandosi anche per la stagione successiva.
Il 10 luglio 2023, viene ingaggiato dalla Salernitana per allenare la Primavera; il 6 novembre successivo la società risolve il contratto dell'allenatore.
Il 5 dicembre seguente, diviene il nuovo allenatore del Pompei, squadra iscritta al torneo di Eccellenza Campania, dove subentra all'esonerato Diego Armando Maradona Junior. Al termine della stagione, dopo aver portato i campani in Serie D tramite i play-off, non viene confermato.
Il 30 settembre 2024 assume la guida della Frattese, sempre in Eccellenza. Il 4 novembre successivo viene sollevato dall'incarico.

## Statistiche

### Statistiche da allenatore
Statistiche aggiornate al 26 maggio 2024.
| Stagione            | Squadra         | Campionato      | Campionato | Campionato | Campionato | Campionato | Coppe nazionali | Coppe nazionali | Coppe nazionali | Coppe nazionali | Coppe nazionali | Coppe continentali | Coppe continentali | Coppe continentali | Coppe continentali | Coppe continentali | Altre coppe | Altre coppe | Altre coppe | Altre coppe | Altre coppe | Totale | Totale | Totale | Totale | % Vittorie | Piazzamento      |
| Stagione            | Squadra         | Comp            | G          | V          | N          | P          | Comp            | G               | V               | N               | P               | Comp               | G                  | V                  | N                  | P                  | Comp        | G           | V           | N           | P           | G      | V      | N      | P      | %          | Piazzamento      |
| ------------------- | --------------- | --------------- | ---------- | ---------- | ---------- | ---------- | --------------- | --------------- | --------------- | --------------- | --------------- | ------------------ | ------------------ | ------------------ | ------------------ | ------------------ | ----------- | ----------- | ----------- | ----------- | ----------- | ------ | ------ | ------ | ------ | ---------- | ---------------- |
| sett.-ott. 2012     | Città di Marino | D               | 6          | 0          | 3          | 3          | CI-D            | 1               | 0               | 0               | 1               | -                  | -                  | -                  | -                  | -                  | -           | -           | -           | -           | -           | 7      | 0      | 3      | 4      | &0,00      | Sub., Eson.      |
| 2013-mar. 2014      | Formia          | Ecc.            | ?          | ?          | ?          | ?          | CI-Ecc.         | ?               | ?               | ?               | ?               | -                  | -                  | -                  | -                  | -                  | -           | -           | -           | -           | -           |        |        |        |        | —          | Eson.            |
| dic. 2023-giu. 2024 | Pompei          | Ecc.            | 17+5       | 13+3       | 1+2        | 3          | CI-Ecc.         | -               | -               | -               | -               | -                  | -                  | -                  | -                  | -                  | -           | -           | -           | -           | -           | 22     | 16     | 3      | 3      | 72,73      | Sub., 2º (prom.) |
| Totale carriera     | Totale carriera | Totale carriera | 28         | 16         | 6          | 6          |                 | 1               | 0               | 0               | 1               |                    | -                  | -                  | -                  | -                  |             | -           | -           | -           | -           | 29     | 16     | 6      | 7      | 55,17      |                  |

## Palmarès

### Club

#### Competizioni giovanili
- Coppa Italia Primavera: 1

Napoli: 1996-1997